# J'avoue que j'ai vécu
J'avoue que j'ai vécu (titre original en espagnol : Confieso que he vivido) est un livre qui rassemble les mémoires du poète chilien Pablo Neruda, publié pour la première fois dans la collection Biblioteca Breve de l'éditeur Seix Barral, en 1974. Il s'agit d'une œuvre posthume, qui réunit les impressions de l'auteur presque jusqu'au moment de sa mort. Il est traduit en français par Claude Couffon et publié chez Gallimard.

## Contenu
Le récit débute par son enfance à Temuco, en Araucanie au sud du Chili. Aux côtés de son père, conducteur de trains de ballast, il vit intensément la nature parfois sauvage de cette région (le « Far West » du Chili, écrit-il). « Le seul personnage que je n'ai pu oublier fut la pluie », écrit-il dès la première page. Neruda raconte ses premières rencontres inspirantes, puis c'est son départ pour la capitale Santiago, à 17 ans.
La suite du récit relate ses débuts de poète, ses premiers écrits, avant son départ pour l'Asie. En 1927 il est nommé consul honoraire en Birmanie. Il découvre les fumeries d'opium en Thaïlande, la Birmanie dominée par les Britanniques. Les mémoires relatent ses expériences avec toutes sortes de femmes dans toutes sortes de situations, les conversations entre le poète et Ernesto Che Guevara, ses voyages au Mexique ou en URSS, son consulat en Espagne pendant la Seconde République espagnole et son travail acharné après le début de la guerre civile espagnole pour sauver les Républicains poursuivis par Franco, en les embarquant sur le navire Winnipeg pour l'exil. Ces événements et d'autres sont clairement recréés dans l'esprit de l'auteur.

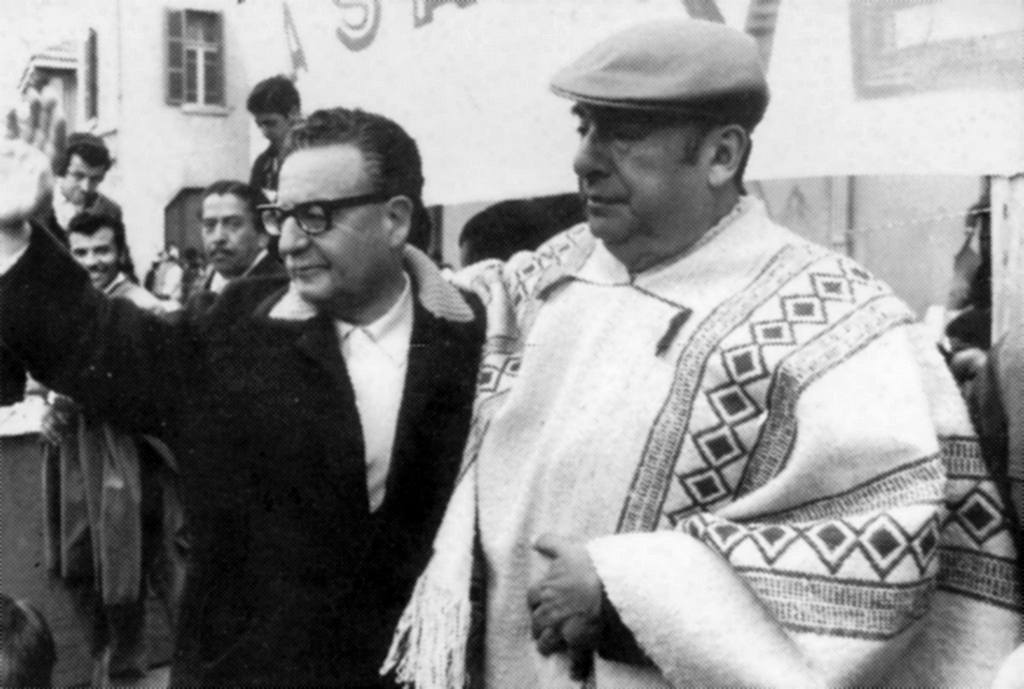
Pablo Neruda (à droite) aux côté du président chilien Salvador Allende

Neruda termine ses mémoires en condamnant le coup d'État sanglant de 1973 qui mit fin à la vie et au gouvernement de Salvador Allende, se souvenant avec douleur de la figure de son ami, le président Allende. L'œuvre, écrite sur plusieurs années, se termine de manière choquante par la mort du poète, douze jours seulement après ce coup d'État.